# General Dynamics/Grumman EF-111
Дженерал Дайнемикс/Грумман EF-111A «Рейвен» (англ. General Dynamics/Grumman EF-111A Raven; (с англ. — «Ворон») — американский самолёт радиоэлектронной борьбы, созданный в конце 1970-х годов на базе бомбардировщика F-111.

## Общие сведения
Работы над это машиной начались в 1972 году, а первые два опытных самолёта поднялись в воздух пять лет спустя. За основу самолёта компания «Дженерал Дайнемикс» взяла истребитель-бомбардировщик F-111A. EF-111A предназначен для операций вторжения на территорию противника и для сопровождения ударных самолётов. Основу бортового радиоэлектронного оборудования EF-111A составляет система постановки помех AN/ALQ-99, на 70 % аналогичная той, которая устанавливается на самолётах EA-6B Prowler. Кроме неё, «Рейвен» оснащён широким набором и других средств радиоэлектронной борьбы. EF-111 отличает высокий уровень автоматизации — всеми системами при необходимости может управлять один оператор. Оборудование постановки активных помех частично размещается в отсеке фюзеляжа, который на исходном самолёте отводился под вооружение. Комплекс радиоэлектронного оснащения состоит из активных и пассивных средств РЭБ и станции оповещения о радиолокационном облучении. EF-111A не имеет обычного вооружения, но обладает достаточно высокой скоростью полёта, что позволяет ему уходить от истребителей противника и держаться под защитой своих.

## Задействованные структуры
В производстве самолётов были задействованы следующие коммерческие структуры (с указанием в скобках суммы контракта, итого — $33,7 млн):
- Радиопринимающая аппаратура и устройство кодирования — Cutler-Hammer, Inc., Airborne Instruments Laboratory, Дир-Парк, Нью-Йорк (5,5)
- Система охлаждения воздуха и жидкостей — AiResearch Corp., Торренс, Калифорния (2,1)
- Радиопередающая аппаратура и антенны 1/2-волнового диапазона — American Electronics Laboratory, Inc., Лансдейл, Пенсильвания (1,0)
- Панель управления и дисплеи — Astronautics Corp. of America[англ.], Милуоки, Висконсин (1,2)
- Головной обтекатель — Brunswick Corp., Марион, Виргиния (0,2)
- Станция предупреждения о ракетном обстреле — Dalmo Victor Co., Белмонт, Калифорния (2,0)
- Электронно-вычислительный конвертер-синхронизатор — Fairchild Camera & Instrument Corp., Сайоссет, Нью-Йорк (3,0)
- Электронное устройство сопряжения — Novatronics Corp., Помпано-Бич, Флорида (0,1)
- Передатчики/облучатели — Raytheon Co., Голета, Калифорния (14,4)
- Станция радиоэлектронного подавления — Sanders Associates, Inc., Нашуа, Нью-Гэмпшир (1,6)
- Привод постоянных оборотов — Sundstrand Corp., Рокфорд, Иллинойс (1,2)
- Бортовой компьютер — IBM Corp., Овиго, Нью-Йорк (0,8)
- Теплообменный агрегат/смеситель — Hughes-Treitler Manufacturing Corp., Гарден-Сити, Нью-Йорк (0,4)
- Грузоподъёмная машина — Wadell Equipment Co., Эдисон, Нью-Джерси (0,2)

## Эксплуатация
EF-111A участвовали в боевых действиях, в том числе активно в операции «Буря в пустыне». Они действовали с баз, расположенных в Турции и Саудовской Аравии. В конце 1990-х годов EF-111 были сняты с вооружения.

## Тактико-технические характеристики
Источник данных: Уголок неба

Технические характеристики
- Экипаж: 2 человека
- Длина: 23,16 м
- Размах крыла: 19,20 м
- Высота: 6,10 м
- Площадь крыла: 61,07 м²
- Масса пустого: 25072 кг
- Нормальная взлётная масса: 31752 кг
- Максимальная взлётная масса: 40347 кг
- Силовая установка: 2 × Pratt Whitney TF30-P-3
- Тяга: 2 × 8381 кгс

Лётные характеристики
- Максимальная скорость: 2272 км/ч
- Крейсерская скорость: 940 км/ч
- Боевой радиус: 1495 км
- Практическая дальность: 3400 км
- Практический потолок: 13715 м
- Скороподъёмность: 1006 м/мин

Вооружение
- Управляемые ракеты: ПРР AGM-88 HARM